# Gunder Mathisen Dannevig
Gunder Mathisen Dannevig, född 1841, död 1911, var en norsk fiskeriman.
Dannevig anlade 1883 i Flødevigen nära Arendal den första kläckningsanstalten för saltvattensfisk. Torsk och hummer odlades där. Efter Dannevigs död fortsatte verksamheten vid anstalten under ledning av hans son, Alf Dannevig.